# Dabiris
Dabiris ou dibiris (dibbiris) eram um povo do Sudão Central que habitou o Império de Canem. Sua origem é incerta, mas se pensa que fossem grupos canembus sedentários. Depois se fundiram com nômades dazas e formaram os cadauas que ainda habitam o Canem. Foram mencionados no Girgam dos maís (reis) de Canem e segundo ele uma mulher dabir era mãe do rei Salmama I (r. 1182–1210).